# 穆公 (許)
穆公（きょ ぼくこう、? - 紀元前659年）は、春秋時代の諸侯国の許の君主の一人。姓は姜、名は新臣。在位期間は紀元前697年から紀元前659年とされている。妻に中国の歴史上、最初の女性詩人である 許穆夫人がいる。